# Світові газові конференції

Світові газові конференції (рос. мировые газовые конференции, англ. World Gas Conferences, нім. Internationale Gas-Konferenzen) — найбільш важливі і представницькі міжнародні збори фахівців — науковців та спеціалістів, які працюють у газовій промисловості. Організатор С.г.к. — Міжнародний газовий союз (МГС) — The International Gas Union (IGU), який засновано у 1931. МГС об'єднує вчених різних країн, які працюють в галузі газової промисловості і які входять до складу громадських газових асоціацій (науково-технічних товариств) і профільних компаній.
МГС (IGU) на 2009 р. представлений 120 членами з 73 країн і регіонів, які забезпечують 95 % всього збуту газу світу. Країни, які представлені в IGU, станом на 2010 р. ((C) — член-засновник (Charter Member), (A) — асоціативний член (Associate Member)): 1. Алжир (C), 2. Ангола (C), 3. Аргентина (C), 4. Австралія (C), 5. Австрія (C), 6. Бангладеш (C), 7. Білорусь (C), 8. Бельгія (C, A), 9. Боснія і Герцеговина (C), 10. Бразилія (C, A), 11. Бруней (C), 12. Болгарія (C), 13. Камерун (C), 14. Канада (C), 15. Китай (C, A), 16. Хорватія (C), 17. Чехія (C), 18. Данія (C), 19. Єгипет (C, A), 20. Екваторіальна Гвінея (C), 21. Естонія (C), 22. Фінляндія (C), 23. Франція (C, A), 24. Німеччина (C, A), 25. Греція (C) , 26. Гонконг, Китай (C), 27. Індія (C, A), 28. Індонезія (C), 29. Іран (C), 30. Ірландія (C, A), 31. Ізраїль (C), 32. Італія (C), 33. Японія (C), 34. Казахстан (C), 35. Республіка Корея (C) , 36. Латвія (C), 37. Лівія (C), 38. Литва (C), 39. Македонія (C), 40. Малайзія (C), 41. Монако (C), 42. Нідерланди (C, A), 43. Нігерія (C), 44. Норвегія (C, A), 45. В'єтнам (C), 46. Венесуела (C), 47. Велика Британія (C, A), 48. Об'єднані Арабські Емірати (C, A), 49. Оман (C), 50. Туреччина (C, A), 51. Туніс (C), 52. Тринідад і Тобаго (C), 53. США (C, A), 54. Україна (C), 55. Пакистан (C), 56. Перу (C), 57. Польща (C), 58. Португалія (C, A), 59. Катар (C), 60. Румунія (C), 61. Таїланд (C), 62. Тимор (C), 63. Тайвань, Китай (C), 64. Швейцарія (C, A), 65. Швеція (C), 66. Іспанія (C, A), 67. Росія (C, A), 68. Південна Африканська Республіка (C), 69. Саудівська Аравія (C), 70. Сербія (C), 71. Сінгапур (C), 72. Словаччина (C), 73. Словенія (C).
Керівні органи МГС — Рада, Бюро і технічні комітети. Рада МГС визначає тематику, час і місце проведення чергової С.г.к., розглядає і відбирає доповіді, представлені газовими асоціаціями. Основні завдання С.г.к. — обмін науково-технічною та економічною інформацією, сприяє співпраці для прогресу в газовій промисловості. На М.г.к. представляють доповіді, присвячені видобутку, виробництву, зберіганню та транспорту газу, його розподілу, зрідженню (скрапленню), використанню, а також прогнозам споживання, підвищенню ефективності застосування в різних галузях промисловості, побуту та інш. При проведенні М.г.к. організуються (з 1970 р.) Міжнародні виставки газового обладнання та приладів, а також технічні екскурсії для ознайомлення з науковими установами та промисловими об'єктами країни-організатора конференції та країн-сусідів. Місцем проведення чергової М.г.к. є країна, представник якої обирається президентом МГС. Програма роботи, фінансування та публікація звітів МГС покладаються на оргкомітет країни-організатора конференції.
Теми останніх конґресів: 2000 р. — «Газ — енергія XXI ст.», 2003 р. — «Активізація екологічної відповідальності за майбутнє», 2006 р. — «Сучасна глобальна індустрія газу», 2009 р. — «Глобальний енергетичний виклик: аналіз та оцінка стратегій для природного газу».
Хронологія конференцій:
| Конференція | Рік  | Місце проведення         | Учасників |
| 1-а         | 1931 | Лондон (Велика Британія) | 23        |
| 2-а         | 1934 | Цюрих (Швейцарія)        | 495       |
| 3-а         | 1937 | Париж(Франція)           | 703       |
| 4-а         | 1949 | Лондон (Велика Британія) | 660       |
| 5-а         | 1952 | Брюссель (Бельгія)       | 666       |
| 6-а         | 1955 | Нью-Йорк (США)           | 217       |
| 7-а         | 1958 | Рим (Італія)             | 850       |
| 8-а         | 1961 | Стокгольм (Швейцарія)    | 940       |
| 9-а         | 1964 | Гаага (Нідерланди)       | 1500      |
| 10-а        | 1967 | Гамбург (ФРН)            | 2000      |
| 11-а        | 1970 | Москва (СРСР)            | 3100      |
| 12-а        | 1973 | Ніцца (Франція)          | 2800      |
| 13-а        | 1976 | Лондон (Велика Британія) | 2800      |
| 14-а        | 1979 | Торонто (Канада)         | 2300      |
| 15-а        | 1982 | Лозанна (Швейцарія)      | 3000      |
| 16-а        | 1985 | Мюнхен (ФРН)             | 3700      |
| 17-а        | 1988 | Вашингтон (США)          | 3000      |
| 18-а        | 1991 | Берлін (ФРН)             | 4000      |
| 19-а        | 1994 | Мілан (Італія)           | 4000      |
| 20-а        | 1997 | Копенгаген (Данія)       | 3500      |
| 21-а        | 2000 | Ніцца (Франція)          | 6000      |
| 22-а        | 2003 | Токіо (Японія)           | 4500      |
| 23-я        | 2006 | Амстердам (Нідерланди)   | 4000      |
| 24-а        | 2009 | Буенос-Айрес (Арґентина) | 3554      |
| 25-а        | 2012 | Куала-Лумпур, Малайзія.  |           |

Син. в рос. та деяких англ. джерелах: світові газові конгреси (World Gas Congress).